# 1995년 11월
| 1995년: 1월 · 2월 · 3월 · 4월 · 5월 · 6월 · 7월 · 8월 · 9월 · 10월 · 11월 · 12월 |

| <          | 1995년 11월 | 1995년 11월 | 1995년 11월 | 1995년 11월  | 1995년 11월 | >          |
| 일         | 월          | 화          | 수          | 목           | 금          | 토         |
|            |             |             | 1 9.9 병신  | 2 10 정유    | 3 11 무술   | 4 12 기해  |
| 5 13 경자  | 6 14 신축   | 7 15 임인   | 8 16 계묘   | 9 17 갑진    | 10 18 을사  | 11 19 병오 |
| 12 20 정미 | 13 21 무신  | 14 22 기유  | 15 23 경술  | 16 24 신해   | 17 25 임자  | 18 26 계축 |
| 19 27 갑인 | 20 28 을묘  | 21 29 병진  | 22 30 정사  | 23 10.1 무오 | 24 2 기미   | 25 3 경신  |
| 26 4 신유  | 27 5 임술   | 28 6 계해   | 29 7 갑자   | 30 8 을축    |             |            |

| 11월 3일 - 윤이상 편집하기 |

## 1995년11월 16일
- 노태우 전 대통령, 대통령 재임 당시 5,000억원의 비자금을 조성한 것과 기업체들로부터 뇌물 받은 혐의로 구속 수감되다. 헌정 사상 전직 대통령이 구속된 것은 광복 이후 처음이다.

## 1995년11월 15일
- 서울 지하철 5호선(상일동-왕십리구간)을 처음으로 개통하다.

## 1995년11월 12일
- 크로아티아 전쟁 종전.

## 1995년11월 4일
- 텔아비브에서 이스라엘 수상 이츠하크 라빈이 암살당하다.

## 1995년11월 2일
- 지존파 일당과 온보현 등 흉악범 19명에 대한 사형이 집행되었다.